# Bábonymegyer
Bábonymegyer (hongrois : Bábonymegyer [ˈbaːboɲmɛɟɛr]) est une localité hongroise située dans le comitat de Somogy.

## Site et localisation

### Topographie et hydrographie
La localité est située dans la partie orientale du Külső-Somogy, dans la vallée du ruisseau Kis-Koppány, à environ 6 kilomètres de Tab. Elle est accessible par la route depuis la route principale 65, en empruntant vers l'ouest la route secondaire 6511 au niveau de Darány-puszta ; le centre du village se trouve à environ 3 kilomètres de cette bifurcation.

## Histoire
Jusqu'en 1908, les localités de Bábony et Megyer formaient deux entités distinctes. Elles prirent ensuite le nom de Nagybábony et Koppánymegyer jusqu'en 1927, date à laquelle elles furent fusionnées sous le nom de Bábonymegyer.
Megyer est mentionnée pour la première fois en 1193, tandis que Bábony (sous la forme Bábon) apparaît dans une charte conservée datant de 1259. Le roi André II fait mention de cette dernière sous le nom de Baba. Dans un acte de propriété de 1259, le nom est orthographié Babon ; à cette époque, l'ispán Gergely Babonis était en procès pour la possession du village.
Durant l'occupation ottomane, les deux villages furent dépeuplés. En 1563, neuf maisons y sont recensées, puis dix en 1577.
Après la guerre d'indépendance de Rákóczi, en 1731, les villages, alors considérés comme déserts (puszta), furent repeuplés par des paysans luthériens venus de Győr, Lajoskomárom, Tab et Torvaj. Ceux-ci s'installèrent aux côtés des réformés locaux, maintenus en condition servile. Ils entreprirent la construction des presbytères et des écoles.
Des écoles réformées furent érigées entre 1784 et 1786, puis des écoles luthériennes entre 1831 et 1832. Un procès-verbal de 1805 mentionne la présence de 24 élèves. Jusqu'en 1948, Bábony possédait des écoles luthérienne et réformée, tandis que Megyer abritait des écoles catholique et réformée.
Entre 1850 et 1870, la région fut le théâtre d'une intense activité de brigandage. L'environnement — forêts, vallées, anneaux de feuillus — favorisait la présence des hors-la-loi (betyár), parmi lesquels le célèbre brigand local Pista Patkó. D'après les chroniques, il serait tombé dans une fusillade dans les forêts de Bábony ; une kopjafa perpétue aujourd'hui sa mémoire. Il aurait été enterré dans le fossé du cimetière, conformément à la croyance selon laquelle de tels personnages ne pouvaient reposer en terre consacrée.
Un élément marquant de l'histoire locale fut l'installation du peintre Gyula Rudnay, qui passa tous ses étés à Bábony à partir des années 1920. Sa maison est aujourd'hui un musée commémoratif, dans la cour duquel se trouve une statue de l'artiste réalisée par János Andrássy Kurta.
Rudnay est également l'auteur du tableau d'autel de l'église évangélique. Sous sa direction furent également réalisés le plafond peint de l'église réformée ainsi que le monument aux morts de la Première Guerre mondiale.
La localité a toujours joui d'une certaine autonomie administrative, avec son propre greffe, à l'exception de la période allant du 1er juillet 1969 jusqu'aux élections municipales de 1990, pendant laquelle elle fut rattachée à Tab. Elle est aujourd'hui membre de la communauté intercommunale polyvalente de la vallée de Koppány.

## Population

### Minorités culturelles et religieuses
Lors du recensement de 2011, 91,8 % des habitants de la localité se sont déclarés hongrois, 1,4 % allemands, 0,4 % roms et 0,4 % roumains ; 7,4 % des répondants n'ont pas déclaré d'appartenance ethnique. (En raison des identités multiples, le total peut dépasser 100 %.)
La répartition religieuse était alors la suivante : 36,2 % de catholiques romains, 13,8 % de réformés, 8,4 % de luthériens, 4,5 % sans appartenance religieuse ; 36,5 % des habitants n'ont pas répondu à cette question.
En 2022, 88,1 % de la population s'est déclarée hongroise, 2,7 % allemande, 2,2 % rom, 0,3 % grecque, et 0,1 % respectivement serbe, slovène, roumaine, bulgare, ukrainienne et slovaque. Par ailleurs, 1,3 % ont déclaré appartenir à une autre nationalité non autochtone, tandis que 10,5 % n'ont pas répondu.
Du point de vue religieux, 26,8 % se sont déclarés catholiques romains, 11,3 % réformés, 6,5 % luthériens, 0,5 % catholiques d'autre obédience, 0,3 % grecs-catholiques, 0,1 % orthodoxes, 0,1 % israélites, 1 % autres chrétiens, et 20,2 % sans appartenance religieuse ; 33,1 % n'ont pas répondu à cette question.

## Équipements

### Réseaux extra-urbains
Parmi les lignes de chemin de fer hongroises, c'est la ligne Kaposvár–Siófok qui dessert la localité, avec un point d'arrêt nommé Bábonymegyer, situé à proximité de la route principale.

## Patrimoine local
Parmi les lieux notables de la localité figure la maison-mémorial de Gyula Rudnay, peintre de renom ayant séjourné régulièrement dans le village à partir des années 1920. Sa demeure, aujourd'hui transformée en musée, conserve son souvenir et présente des œuvres ainsi que des objets liés à sa vie. Dans la cour, une statue de l'artiste réalisée par János Andrássy Kurta complète l'hommage.
Un monument dédié au traité de Trianon a été inauguré en 2021, témoignant de la mémoire historique et identitaire de la communauté locale. On trouve également une kopjafa — stèle commémorative en bois sculpté — érigée en hommage aux brigands qui ont marqué l'histoire de la région au XIXe siècle, en particulier le célèbre Pista Patkó, figure légendaire tombée dans les forêts voisines.